# Sabinait
Sabinait  är ett mycket ovanligt karbonatmineral. Det kristalliserar i det monoklina kristallsystemet med sammansättningen Na4Zr2Ti[O|CO3]4. Kemiskt sett är det alltså ett natrium-zirkonium-titan-karbonat.
Sabinait är färglöst och genomskinligt och bildar små pseudohexagoala kristaller. Den yttre formen är tavelartad eller som kompakta eller pulverformiga kalklika beläggningar.

## Etymologi och historia
Sabinait upptäcktes första gången i stenbrottet ”Francon“ nära Montreal in Kanada och beskrevs 1980 av John Leslie Jambor, B. Darko Sturman och G. C. Weatherly. Mineralet namngavs efter den kanadensiske mineralogen Ann Phyllis Sabina Stenson.

## Klassning
Enligt Strunz klassifikatiossystem nionde upplagan tillhör sabinait mineralklassen Karbonater och nitrater med underavdelningen ”utan H2O“ och gruppen 5.BB.20. 

## Bildning och förekomst

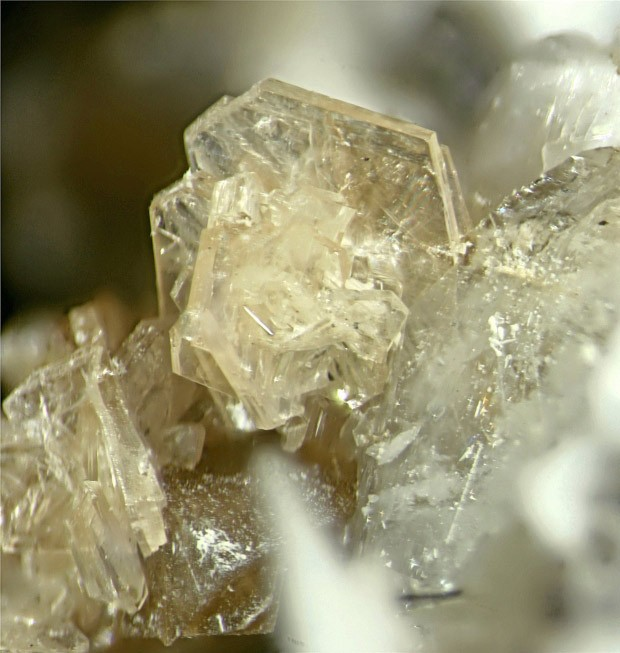
Bladformat Sabinait-aggregat från stenbrottet Poudrette, Kanada (bildstorlek 4,7 x 4,9 mm)

Sabinait bildas i dawsonithaltiga silicokarbonatiter och i hålrum i sodalit-syeniter. Utöver dawsonit och sodalit förekommer sabinait tillsammans med ägirin, albit, analcim, ankerit, baryt, kalcit, dolomit, blyglans, ilmenorutil, kryolit, mikroklin, pektolit, pyrit, kvarts, siderit och weloganit.
Utöver Typlokalen stenbrottet "Francon" vid Montreal är sabinait bara (2013) känd från ett ställe till nämligen stenbrottet "Poudrette" vid Mont Saint-Hilaire i Kanada.

## Kristallstruktur
Sabinait kristalliserar monoklint i rymdgruppen C2/c (rymdgrupp-Nr. 15) med gitterkonstant a = 10,20 Å; b = 6,62 Å; c = 17,96 Å och β = 94,1° och 4 formelenheter i enhetscellen.